# Сяо-гун (Лу)
Сяо-гун (кит. упр. 魯孝公; ум. 769 до н. э.) — 12-й хоу княжества Лу в 795—769 до н. э.

## Биография
Сын луского правителя У-гуна, младший брат И-гуна, носивший имя Чэн.
После расправы над узурпатором Бо-юем чжоуский Сюань-ван предложил лусцам назвать принца, подходящего для принятия власти. Фаньский Му-чжун (посмертный титул вельможи Чжун Шань-фу) высказался в пользу Чэна, заявив, что тот имеет добродетели, положенные хорошему правителю: «с благоговением относится к мудрым духам, почтительно служит глубоким старцам. Жалуя обязанности и осуществляя наказания, он непременно обращается к поучениям, оставленным [мудрыми предками], и ищет совета в их прошлых свершениях; он не уходит от ответа на заданный вопрос и не возражает тому, что слышит».
Ван согласился с предложением и возвел Чэна в достоинство правителя Лу на церемонии, совершенной в храме Игун, воздвигнутом в Чжоу в честь И-вана.
По словам Сыма Цяня, в правление Сяо-гуна «владетельные князья часто стали нарушать повеления вана». В 771 году чжухоу восстали против Чжоуского дома и с помощью цюаньжунов убили Ю-вана, после чего начались период Восточной Чжоу и эпоха Множества царств.
В хронологических таблицах у Сыма Цяня счет годов правления Сяо-гуна идет не с 795-го, а с 806 года, времени убийства И-гуна, поэтому аместо 27 лет правления ему формально приписаны 38. Сяо-гуну наследовал сын Фу-хуан.